# Latridiidae
Latridiidae là một họ cánh cứng. Số lượng loài trong họ này là khoảng 1050 loài tron 29 chi nhưng số lượng loài thực tế có thể nhiều hơn.

## Hình ảnh

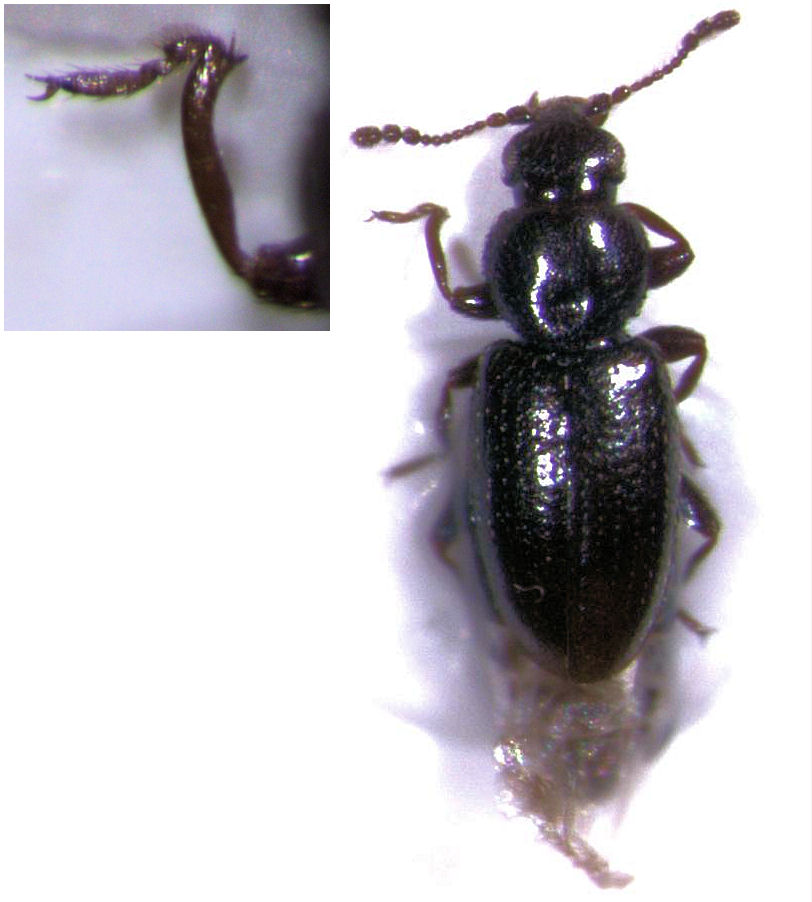
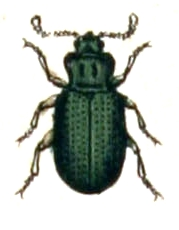
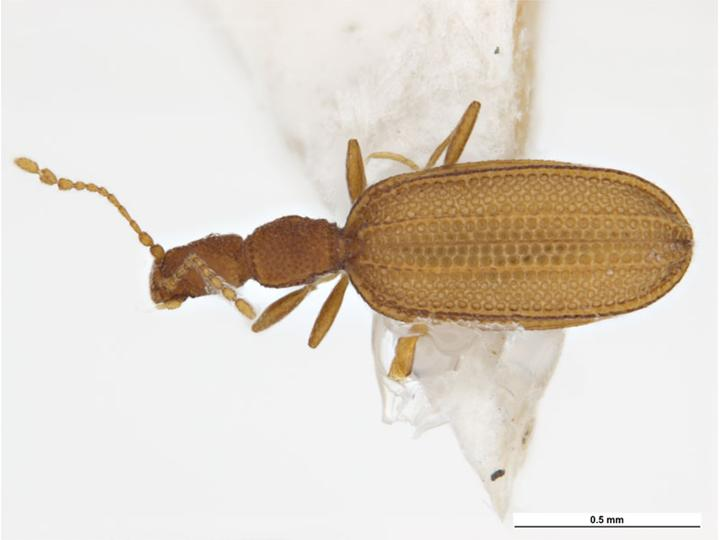
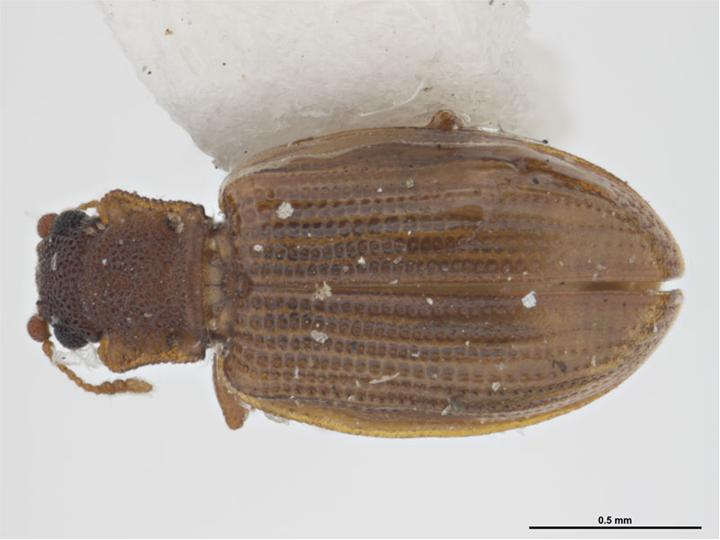